# کاداکس
کاداکس (به اسپانیایی: Cadaqués) یک شهرستان در اسپانیا است که در استان خیرونا واقع شده‌است.

## خصوصیات
کاداکس ۱۵٫۶۲ کیلومترمربع مساحت و ۲٬۹۳۵ نفر جمعیت دارد و ۲۳ متر بالاتر از سطح دریا واقع شده‌است.